# 24 грудня
24 грудня — 358-й день року (359-й у високосні роки) у григоріанському календарі. До кінця року залишається 7 днів.

## Свята і пам'ятні дні

### Національні
- Україна: День працівників архівних установ.

### Релігійні

#### Східне християнство[1]
- Святий Вечір;
- Пам'ять преподобномучениці Євгенії Римської і з нею мчч. Прота[en], Якинта[en] та Клавдії;
- Пам'ять преподобного ченця Миколая.
- Преподобного Кукші Одеського.

#### Західне християнство
- Надвечір'я Різдва Христового;
- Пам'ять Адама та Єви[2];
- Пам'ять святих Адели та Ірміни[en];
- Пам'ять святої Паоли Елізабетти Черіолі[en].

## Іменини
✝  Католицькі: Адам, Адела, Елізабетта, Єва, Ірміна, Паола.
✙ Православні: Євгенія, Клавдія, Прот, Якинт, Миколай.

## Події
Дивись також Категорія:24 грудня
- 1518 — Король Сигізмунд І дозволив князю Василю Сангушку утворити з села Ковле місто з наданням йому магдебурзького права.
- 1624 — Гетьман Михайло Дорошенко укладає міждержавний договір про взаємодопомогу між Військом Запорозьким та Кримським ханством.
- 1760 — Російська імператриця Єлизавета підписала указ про право поміщиків засилати своїх селян до Сибіру.
- 1814 — У Генті (нині Бельгія) Велика Британія та США підписали договір, що завершив англо-американську війну.
- 1851 — Під час пожежі в бібліотеці Конгресу США згоріли 35 тисяч книг та безліч унікальних документів.
- 1871 — У Каїрі відбулась прем'єра опери Джузеппе Верді «Аїда», написаної для урочистостей з нагоди відкриття Суецького каналу.
- 1903 — У Великій Британії видано перший реєстраційний номер для авто — табличку з номером A1 отримав герцог Рассел, брат філософа Бертрана Рассела.
- 1908 — У Парижі відкрилося перше міжнародне авіашоу.
- 1914 — Німецький літак скинув бомбу на англійське місто Дувр, здійснивши перше в історії авіабомбардування.
- 1917 — У захопленому російськими більшовиками Харкові відкрився Всеукраїнський з'їзд рад, який завершився 25 грудня проголошенням т. зв. Української Народної Республіки Рад — на противагу УНР зі столицею в Києві.
- 1920 — На сцені «Метрополітен-опера» (Нью-Йорк) видатний італійський співак Енріко Карузо виконав останню у своїй кар'єрі партію — Елеазара (Галеві «Дочка кардинала»).
- 1958 — В СРСР запроваджують обов'язкову 8-річну освіту.
- 1979 — СРСР почав окупацію Афганістану.
- 1982 — Дослідний зразок найбільшого серійного вантажного літака у світі Ан-124 «Руслан» здійснив перший політ.
- 1991 — Організація Об'єднаних Націй визнала Росію правонаступницею СРСР, Російська Федерація зайняла місце СРСР в ООН і Раді Безпеки.
- 1991 — Республіка Білорусь визнала державну незалежність і встановила дипломатичні відносини з Україною. Незалежність України визнали Афганістан, Лівія, Монголія, Норвегія.
- 1997 — Відбувся перший концерт гурту «Мандри», цей день вважається датою заснування гурту.
- 2004 — Запущено на орбіту український супутник «Січ-1М» (супутник дистанційного зондування Землі; 2-й у серії супутників «Січ»).

## Народились
Дивись також Категорія:Народились 24 грудня
- 1798 — Адам Міцкевич, польський поет-романтик («Пан Тадеуш», «Дзяди»), діяч національно-визвольного руху.
- 1818 — Джеймс Прескотт Джоуль, англійський фізик і бровар.
- 1844 — Євген Желехівський, український лексикограф, фольклорист і педагог, автор «Малорусько-німецького словаря».
- 1868 — Емануїл Ласкер, німецький шахіст, математик і філософ. Другий чемпіон світу з шахів. Володів титулом 27 років, що є досі непобитим рекордом.
- 1876 — Спиридон Черкасенко, український письменник, драматург та педагог.
- 1905 — Антон Вальтер, український фізик, академік АН УРСР; 1932 спільно з К. Д. Синельниковим, О. І. Лейпунським і Г. Д. Латишевим уперше в СРСР здійснив розщеплення атомного ядра штучно прискореними частинками.
- 1905 — Говард Г'юз, американський бізнес-магнат, мільярдер, авіатор, режисер та філантроп.
- 1905 — Костянтин Данькевич, український композитор, народний артист СРСР.
- 1906 — Джеймс Гедлі Чейз, англійський письменник, який написав понад 80 детективів. Цікаво, що події більшості його творів відбуваються в США, герої розмовляють американським сленгом, хоча сам автор там жодного разу не був.
- 1908 — Любов Добржанська, радянська акторка театру й кіно (мати Лукашина у фільмі «Іронія долі, або З легким паром!»).
- 1920 — Святослав Караванський, український мовознавець, поет, журналіст, громадський діяч.
- 1922 — Ава Гарднер, американська актриса, голлівудська зірка 1940—1950х рр. Включена у список 100 найбільших зірок кіно за 100 років за версією Американського інституту кінематографії.
- 1937 — В'ячеслав Чорновіл, український політик, громадський діяч, літературний критик, публіцист, діяч руху опору проти русифікації та національної дискримінації українського народу.
- 1940 — Григорій Крісс, український фехтувальник, олімпійський чемпіон в особистих змаганнях у фехтуванні на шпагах, дворазовий срібний призер Олімпіади-68, чемпіон світу в індивідуальній шпазі 1971 року, срібний призер ЧС-1967 року. Занесений до Міжнародної єврейської спортивної зали слави.
- 1943 — Тар'я Галонен, 11-й президент Фінляндії.
- 1961 — Ільхам Алієв, азербайджанський державний і політичний діяч, чинний президент Азербайджану.
- 1974 — Олексій Сенюк, головний сержант Збройних сил України, учасник російсько-української війни. Герой України.
- 1991 — Луї Томлінсон, соліст гурту One Direction.

## Померли
Дивись також Категорія:Померли 24 грудня
- 1863 — Вільям Текерей, англійський письменник, автор роману «Ярмарок марнославства» («Ярмарок суєти»).
- 1935 — Альбан Берг, австрійський композитор.
- 1980 — Карл Деніц, німецький грос-адмірал, командувач Кріґсмаріне під час Другої світової війни, президент Німеччини 30 квітня 1945—23 травня 1945.
- 1993 — Янь Цзягань, китайський політик, очолював уряд Республіки Китай.
- 1994 — Джон Осборн, англійський драматург і сценарист.
- 1997 — Тосіро Міфуне, японський актор, кінорежисер і кінопродюсер періоду Сьова.
- 2002 — Тіта Мерельйо, аргентинська акторка і співачка у жанрі танго.
- 2008 — Гарольд Пінтер, британський драматург, поет, режисер та актор, лауреат Нобелівської премії з літератури 2005 року.